# 한국경제문화연구원
한국경제문화연구원(KOREA ECONOMY CULTURE INSTITUTE, 약칭:KECI)는 대한민국의 민간 경제, 문화 연구 기관이다. 서울특별시 서초구 양재동에 있다.

## 설립목적

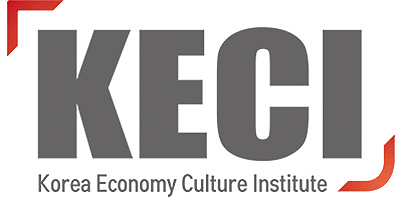

한국경제문화연구원(韓國經濟文化硏究院 KECI, Korea Economy & Culture Institute)은 지식·문화가 융합된 창조산업 및 융·복합 콘텐츠 개발과 고부가가치 브랜드 창출 등 신성장동력산업을 발굴하는 교육, 연구를 통해 청·장년의 일자리 확대와, 대한민국의 경제와 문화의 지속발전 가능성 제고에 기여하기 위한 사회 교육적 차원의 사업 추진과 실효성 있는 구현을 목적으로 설립되었다.

## 역사
2009년 3월 한국문화예술포럼 발족 준비위가 구성되어 동년 9월에 창립되었다. 창립과 함께 대한민국 문화예술 명품 대제전 및 대한민국 문화예술 명품 국제브랜드화 전략 국제심포지엄을 개최하는 등 활발한 활동을 펼쳤다. 
2013년 3월, 한국문화예술포럼과 선인사회문화연구원이 통합하여 한국경제문화연구원으로 통합발족 하였으며, 이후 강연, 심포지엄, 포럼, ‘대한민국창조신지식인대상(현. 한국경제문화대상)’ 제정·시상 등의 활동을 하고 있다. 
2018년 6월 비영리민간단체 지원법 제4조제1항 및 같은 법 시행령 제3조제2항에 따라 산업통상자원부 비영리민간단체(제 2018-2호)로 등록을 필하였다. 2018년 현재 회장은 최세진, 원장은 송병호이다.

## 주요 사업 및 업무
한국경제문화연구원은 경제와 문화의 융합을 기치로 신성장동력산업의 사람중심 일자리 창출, 혁신성장, 산업인력 육성지원 및 지역경제 활성화를 위한 조사연구 와 정책개발, 법률제도 개선제안 활동 등의 사업을 전개하고 있다. 
국가경제·문화·산업 전반에 걸쳐 해결해야 할 규제와 과제에 대해 각 분야별 최고경영자를 초청해 정기적으로 심포지엄 및 포럼을 개최하고 있으며, 미흡한 정책을 국회입법과 국가 정책에 반영토록 그 가능성을 지속적으로 제시하는 한편, 산학 협력, 간행물 발간 등의 사업도 전개한다. '한국경제문화대상'을 제정하고 시상하며, 각 위원회별로 유사한 민간기관 및 단체와 협력사업도 수행하고 있다.

## 현황
2018년 현재 조직은 회장 1명, 원장 1명, 지부장 1명, 사무국장 1명 등 총 8명의 상시 근무인력과 10명의 분과위원장(신성장동력산업위원회, 경제정책연구위원회, 일자리창출위원회, 글로벌비즈니스위원회, 대·중소상생협력위원회, 디자인혁신위원회, 창의인재개발위원회, 기업법률자문위원회, 문화예술진흥위원회, 한국경제문화대상운영위원회) 및 교육팀, 기획팀, 홍보출판팀으로 구성되어 있으며, 자문위원을 비롯한 정회원 100여 명, 인터넷 회원 300여 명이 활동하고 있다. 소재지는 서울 서초구 논현로19길 15, 6층(양재동, 양재빌딩)이다.